# Liste der Bodendenkmäler in Oberpframmern
Auf dieser Seite sind die Bodendenkmäler in der oberbayerischen Gemeinde Oberpframmern zusammengestellt. Diese Tabelle ist eine Teilliste der Liste der Bodendenkmäler in Bayern. Grundlage ist die Bayerische Denkmalliste, die auf Basis des Bayerischen Denkmalschutzgesetzes vom 1. Oktober 1973 erstmals erstellt wurde und seither durch das Bayerische Landesamt für Denkmalpflege geführt wird. Die folgenden Angaben ersetzen nicht die rechtsverbindliche Auskunft der Denkmalschutzbehörde.

## Bodendenkmäler der Gemeinde Oberpframmern

### Bodendenkmäler in der Gemarkung Oberpframmern
| Lage                     | Objekt | Akten-Nr.     | Bild |
| ------------------------ | --- | ------------- | ---- |
| Oberpframmern (Standort) | Verebnete Grabhügel vorgeschichtlicher Zeitstellung. | D-1-7936-0017 |      |
| Oberpframmern (Standort) | Untertägige mittelalterliche und frühneuzeitliche Befunde im Bereich der Katholischen Pfarrkirche St. Andreas in Oberpframmern und ihrer Vorgängerbauten.                     | D-1-7936-0068 |      |
| Oberpframmern (Standort) | Untertägige mittelalterliche und frühneuzeitliche Befunde im Bereich der Katholischen Kapelle St. Georg (ehemalige Filialkirche) in Niederpframmern und ihres Vorgängerbaus.  | D-1-7936-0070 |      |
| Oberpframmern (Standort) | Untertägige spätmittelalterliche und frühneuzeitliche Befunde im Bereich der Katholischen Kapelle St. Ulrich (ehemalige Filialkirche) in Wolfersberg und ihres Vorgängerbaus. | D-1-7936-0072 |      |
| Oberpframmern (Standort) | Untertägige spätmittelalterliche und frühneuzeitliche Befunde im Bereich der Katholischen Filialkirche St. Leonhard in Esterndorf und ihres Vorgängerbaus.                    | D-1-7937-0186 |      |